# Rombach-Martelange
Rombach-Martelange är en ort i Luxemburg.   Den ligger i distriktet Diekirch, i den västra delen av landet, 40 kilometer nordväst om huvudstaden Luxemburg. Rombach-Martelange ligger 395 meter över havet och antalet invånare är 244.
Terrängen runt Rombach-Martelange är platt åt nordväst, men åt sydost är den kuperad.  Närmaste större samhälle är Redange-sur-Attert, 13,1 kilometer sydost om Rombach-Martelange.
I omgivningarna runt Rombach-Martelange växer i huvudsak blandskog. Runt Rombach-Martelange är det ganska tätbefolkat, med 93 invånare per kvadratkilometer.